# Comuna Kulișivka, Nedrîhailiv
Kulișivka (în ucraineană Кулішівка) este o comună în raionul Nedrîhailiv, regiunea Sumî, Ucraina, formată din satele Brodok, Kosteantîniv și Kulișivka (reședința).

## Demografie
Componența lingvistică a comunei Kulișivka
     Ucraineană (99,04%)
     Alte limbi (0,96%)
Conform recensământului din 2001, majoritatea populației comunei Kulișivka era vorbitoare de ucraineană (99,04%), existând în minoritate și vorbitori de alte limbi.